# Andrej Chomoetov
Andrej Valentinovitsj Chomoetov (Russisch: Андрей Валентинович Хомутов) (Jaroslavl, 21 april 1961) is een Sovjet-Russisch ijshockeyer.
Chomoetov won tijdens de Olympische Winterspelen 1984 en 1988 de gouden medaille met de Sovjetploeg en in Olympische Winterspelen 1992 de gouden medaille met het Gezamenlijk team.
Chomoetov werd zesmaal wereldkampioen. Chomoetov speelde voor HC CSKA Moskou en na de val van het ijzeren gordijn voor het Zwitserse HC Fribourg-Gottéron.